# Monticello, Mississippi
Monticello är administrativ huvudort i Lawrence County i Mississippi. Orten har fått sitt namn efter Thomas Jeffersons herrgård Monticello. Bland ortens sevärdheter kan nämnas countyts museum och guvernör Andrew H. Longinos hus.